# Willoughby Spit
Willoughby Spit est une péninsule située dans la ville de Norfolk, en Virginie, aux États-Unis.
Elle est bordée par l'eau sur trois côtés : la baie de Chesapeake au nord, Hampton Roads à l'ouest et la baie de Willoughby au sud.

## Histoire
La zone connue sous le nom de Willoughby Spit tire son nom de Thomas Willoughby, qui est venu en Virginie en 1610 et a reçu la première de nombreuses concessions de terres en 1625.
En 1910, Eugene Ely est entré dans l'histoire de l'aviation en lançant avec succès son biplan Curtiss depuis le pont modifié du croiseur USS Birmingham et en atterrissant sur la plage de Willoughby Spit à Ocean View, devenant ainsi le premier pilote à décoller d'un navire.